# سازگاری هم‌زمان
در زیست‌شناسی، سازگاری هم‌زمان (به انگلیسی: Co-adaptation)، فرآیندی است که طی آن دو یا چند گونه، ژن یا صفات فنوتیپی به عنوان یک جفت یا گروه تحت سازگاری قرار می‌گیرند. این موضوع زمانی رخ می‌دهد که دو یا چند ویژگی متقابل در پاسخ به فشار انتخابی یکسان باهم تحت انتخاب طبیعی قرار می‌گیرند یا زمانی که فشارهای انتخابی یک ویژگی را تغییر می‌دهد و متوالی ویژگی تعاملی را تغییر می‌دهند. این ویژگی‌های متقابل تنها زمانی سودمند هستند که باهم باشند و گاهی سبب افزایش وابستگی متقابل می‌شوند. سازگاری هم‌زمان و هم‌فرگشتی، اگرچه در فرایند مشابه هستند، اما یکسان نیستند. سازگاری هم‌زمان به تعامل بین دو واحد اشاره دارد، در حالی که تکامل هم‌زمان به تاریخچه تکاملی آن‌ها اشاره دارد. سازگاری هم‌زمان و نمونه‌های آن اغلب به عنوان شواهدی برای تکامل هم‌زمان دیده می‌شوند.